# Rally de Avilés de 2005
El Rally de Avilés de 2005, oficialmente 29.º Rallye de Avilés, fue la vigésima novena edición y la sexta ronda de la temporada 2005 del Campeonato de España de Rally. Fue también puntuable para el campeonato de Asturias y para la Copa C2. Se celebró del 8 al 10 de julio y contó con un itinerario de once tramos que sumaban un total de 164 km cronometrados.
La prueba fue accidentada desde el principio. A las siete y cuarto de la mañana el conductor de un Citroën C2 que nada tenía que ver con la carrera arrolló a doce espectadores que esperaban para ver la carrera entre Agones y Los Cabos, en Pravia. Se dio a la fuga pero la Guardia Civil logró detenerlo. Dio positivo en el control de alcoholemia. Las doce personas fueron ingresas con heridas de diversa consideración, tres de ellas tuvieron que ser intervenidas quirúrgicamente por fracturas en las extremidades inferiores. Un cuarto sufrió una contusión pulmonar y otra una fractura de tibia.
La prueba empezó puntualmente a las 8:50 y los tres primeros participantes llegaron a la meta del primer tramo, Vegafriosa. Sin embargo, el andorrano Joan Vinyes a bordo de un Peugeot 206 S1600 sufrió un fuerte accidente. Se salió de la carretera en una zona rápida, impactó contra unos árboles e inmediatamente su coche empezó a arder. Vinyes logró salir por su propio pie y sufrió algunas heridas de consideración pero su copiloto Xavi Lorza tuvo menos suerte. Salió del vehículo por el lado del piloto con quemaduras en el rostro y las manos, justo las partes que no cubren el traje ignífugo. Ambos fueron ingresados en el Hospital Universitario de Oviedo con peor pronóstico para Lorza: fractura de cadera, quemaduras de tercer grado en manos y cara y problemas respiratorios que obligaron a inducirle un estado de coma. El vehículo quedó completamente calcinado. Casualmente este mismo tramo había sido testigo el año anterior del fuerte accidente de José Piñón que lo retiró de la competición.
Años después el propio Lorza comentó que en una entrevista que el día del accidente se salieron en una curva de izquierdas derrapando de lado y la parte inferior del coche golpeó con un "murito" de unos 20 o 30 cm y que este cortó la carrocería por debajo hasta alcanzar el depósito del combustible. Al ir derrapando una chispa pudo provocar el incendio y antes de detenerse por completo, dentro del coche ya había fuego. Al intentar salir descubrió que su puerta estaba bloqueada y tuvo que salir por la ventanilla del piloto. Estuvo dentro del coche alrededor de un minuto y veinte segundos.
La prueba continuó aunque con varios minutos de retraso y tanto ese primer tramo como el segundo la mayoría de participantes pasaron neutralizados. La pelea por la victoria se centró entre Hevia, que dominó prácticamente todas las especiales y Sordo, que no había acudido a la cita anterior, Ourense por estar disputando el rally Acrópolis. A falta de dos tramos el triunfo estaba casi asegurado para Hevia y el interés se centró en la tercera posición. Ojeda rodó en zona de podio toda la prueba pero Fuster se le acercó mucho e incluso marcó el mejor tiempo en el último tramo. Al final las tres primeras posiciones finales fueron para Hevia, Sordo y Ojeda que no descorcharon las botellas de champán en honor a los hospitalizados. Entre los abandonos más destacados se encuentran: Santi Concepción por problemas en su Citroën C2 S1600 y Dani Solá tras sufrir un pequeño golpe en su Mitsubishi Lancer Evo VIII de grupo N.

## Itinerario
| Día   | Tramo | Nombre     | Distancia | Ganador             | Tiempo  | Líder         |
| ----- | ----- | ---------- | --------- | ------------------- | ------- | ------------- |
| Día 1 | TC1   | Vegafriosa | 12.58 km  | Alberto Hevia       | 7:52.9  | Alberto Hevia |
| Día 1 | TC2   | Agones     | 13.48 km  | Alberto Hevia       | 7:47.2  | Alberto Hevia |
| Día 1 | TC3   | Santoseso  | 11.93 km  | Alberto Hevia       | 6:45.0  | Alberto Hevia |
| Día 1 | TC4   | Vegafriosa | 12.58 km  | Alberto Hevia       | 7:47.0  | Alberto Hevia |
| Día 1 | TC5   | Agones     | 13.48 km  | Alberto Hevia       | 7:41.7  | Alberto Hevia |
| Día 1 | TC6   | Santoseso  | 11.93 km  | Alberto Hevia       | 6:41.0  | Alberto Hevia |
| Día 1 | TC7   | San Tirso  | 18.75 km  | Alberto Hevia       | 9:23.7  | Alberto Hevia |
| Día 1 | TC8   | San Pedro  | 21.34 km  | Alberto Hevia       | 13:49.6 | Alberto Hevia |
| Día 1 | TC9   | Santoseso  | 11.93 km  | Alberto Hevia       | 6:42.6  | Alberto Hevia |
| Día 1 | TC10  | San Tirso  | 18.75 km  | Alberto Hevia       | 8:14.0  | Alberto Hevia |
| Día 1 | TC11  | San Pedro  | 21.34 km  | Miguel Ángel Fuster | 13:45.3 | Alberto Hevia |

## Clasificación final
| Pos. | Piloto               | Copiloto            | Automóvil                  | Tiempo    | Diferencia |
| ---- | -------------------- | ------------------- | -------------------------- | --------- | ---------- |
| 1.   | Alberto Hevia        | Alberto Iglesias    | Renault Clio S1600         | 1:37:31.1 | 0.0        |
| 2.   | Dani Sordo           | Marc Martí          | Citroën C2 S1600           | 1:37:54.2 | +23.1      |
| 3.   | Enrique García Ojeda | Jordi Barrabés      | Peugeot 206 S1600          | 1:38:52.9 | +1:21.8    |
| 4.   | Miguel Ángel Fuster  | José Vicente Medina | Renault Clio S1600         | 1:38:55.4 | +1:24.3    |
| 5.   | Sergio Vallejo       | Diego Vallejo       | Fiat Punto S1600           | 1:40:10.2 | +2:39.1    |
| 6.   | Sergio López-Fombona | Enrique Velasco     | Renault Clio S1600         | 1:40:42.6 | +3:11.5    |
| 7.   | Marc Gutiérrez       | Francesc Morell     | Mitsubishi Lancer Evo VIII | 1:41:29.4 | +3:58.3    |
| 8.   | Armide Martín        | Víctor Pérez        | Mitsubishi Lancer Evo VIII | 1:41:49.6 | +4:18.5    |
| 9.   | Luis Carballido      | Pablo Candal        | Citroën C2 S1600           | 1:42:23.4 | +4:52.3    |
| 10.  | Víctor J. Delgado    | Javier Santana      | Mitsubishi Lancer Evo VIII | 1:42:55.2 | +5:24.1    |